# Альпийская улица (Сочи)
Альпийская улица — улица в Завокзальном микрорайоне в Центральном районе города Сочи, Краснодарский край, Россия.

## Расположение
Улица начинается на пересечении с ул. Красной, проходит по хребту горы Батарейка по направлению к морю и заканчивается со стороны гор, возле ул. Дагомысская.

## Описание

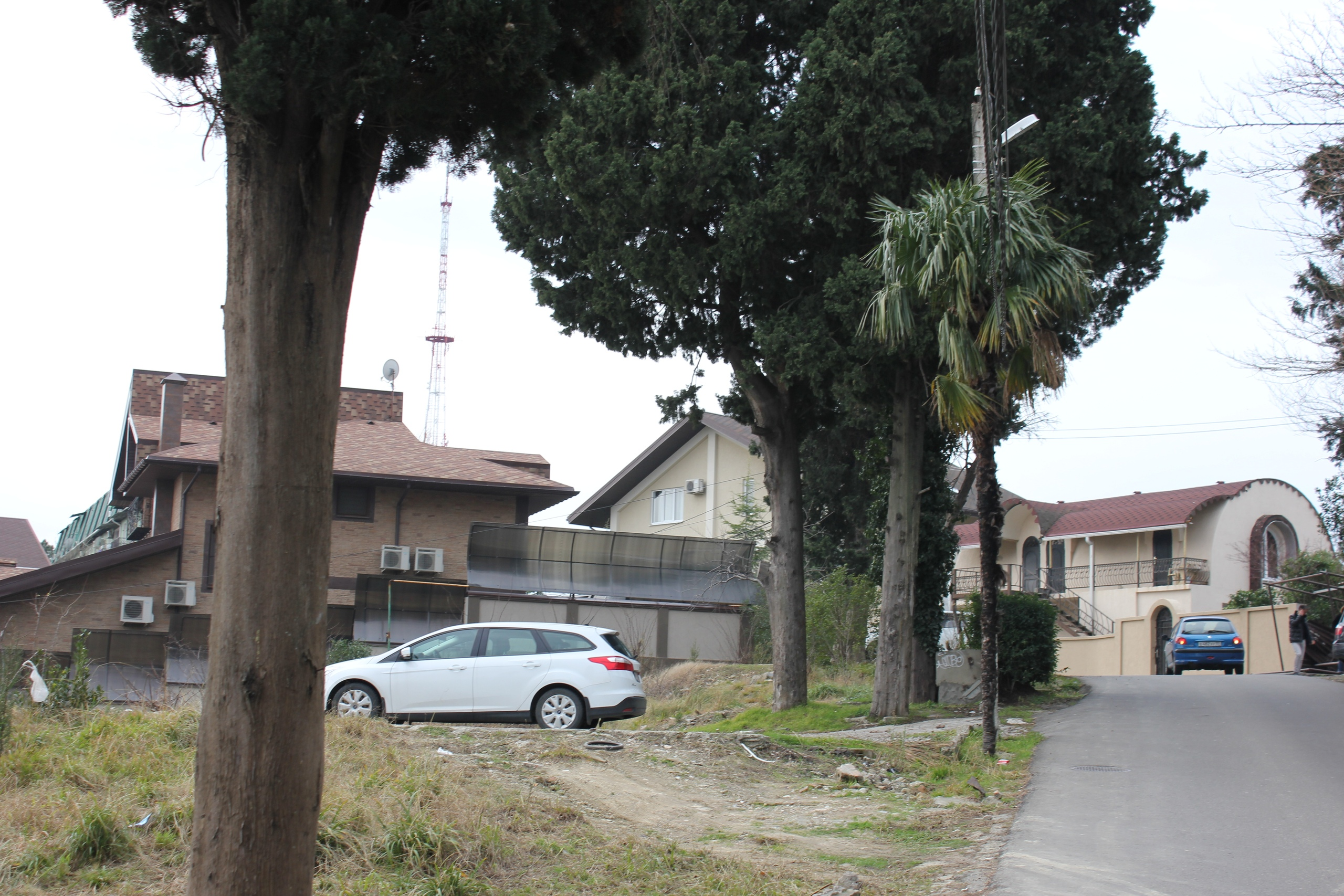

Улица застроена как малоэтажными частными домами, так и многоквартирными высотками, преимущественно в северной части улицы. Имеет сложный рельеф и значительные перепады высот. Максимальная высота над уровнем моря 111 метров возле перекрестка с улицей Севастопольская, минимальная высота возле улицы Красной — 66 метров. В южной части улицы имеются серпантины. От перекрестка с улицей Севастопольская до улицы Красной дорога имеет одностороннее движение. В северной части улицы есть целый микрорайон из жилых гаражей — «Сочинские фавелы».

## История
Одно из старейших учреждений на улице — Видовая башня на горе Батарейка. Она основана в 1978 году и прежде называлась Башня «Роза ветров». С башни открывались красивые виды на Центральный район города, море, горы, а в особенности на вершину горы Фишт и Ахун. На данный момент в здании башни расположен ресторан. Ещё одно старейшее учреждение — Сочинская телебашня, построенная в 1958 году. Башня имеет высоту 180 метров. Находится по адресу улица Альпийская 1а/1.

## Пересекает улицы
- Туапсинская улица (Сочи)
- Невская улица (Сочи)
- Севастопольская улица(Сочи)
- Переулок Докучаева (Сочи)
- Улица Докучаева (Сочи)
- Горный переулок (Сочи)
- Улица Красная (Сочи)

## Достопримечательности
- Видовая башня на горе Батарейка
- Сочинская телебашня
- Сочинские фавелы[6][7]

## Транспорт
Основная масса автобусов ездят по северной части улицы. После перекрестка с улицей Севастопольская ездит лишь один маршрут автобуса № 15.
- По улице ходят автобусы № 2, № 14, № 15, № 20, № 22, № 24.